# 大藤ゆき
大藤 ゆき（おおとう ゆき、1910年〈明治43年〉3月11日 - 2001年〈平成13年〉11月1日）は、日本の民俗学者、歌人。女性民俗学者の第一人者、または草分けの1人といわれる。夫は同じく民俗学者の大藤時彦。父は元福岡市長の小西春雄。福岡県出身（出生地は朝鮮民主主義人民共和国咸鏡南道咸興市）、旧姓は小西。

## 経歴

### 民俗学者となるまで
父が朝鮮銀行に務めていたため、朝鮮民主主義人民共和国咸鏡南道咸興市で誕生した。父の転勤に伴い、中国の大連を経て福岡県に転居した。
大陸育ちのために、地方の狭さを感じて上京し、1931年（昭和6年）に東京女子大学高等学部を卒業した。就職口が無く、英文タイプや速記などの資格を得、日本国外から日本を訪れた人々に日本語を教えたりしていた。

### 民俗学の道へ
1935年（昭和10年）に、父の親友である緒方竹虎の紹介で、父と共に民俗学者の柳田国男氏を訪ねた。柳田の説く民俗学の重要性に惹かれ、秘書的な存在としての仕事を2年間勤め、柳田邸で行われた月例研究会「木曜会」に出席した。
1937年（昭和12年）に、母子愛育会（児童と母性の保健と福祉の増進する団体）に就職し、産育習俗の調査や育児誌「愛育」の発行に携わった。女性民俗学研究会の発足にも加わった。この時代の経験を通じ、出産や子育て、子供を人並みにして世間へ送り出すことを意味する「児やらい」が、生涯を通じての民俗学のテーマとなった。
28歳のとき、木曜会を通じて知り合った大藤時彦と結婚して、退職し、長男の出産後に神奈川県鎌倉市浄妙寺に転居した。三児に恵まれ、家事と育児に追われ、一時は民俗学から遠ざかった。しかし、女性としての出産や子育てを通じての民俗学に開眼したことで、家事や育児の合間に執筆し、処女作『児やらひ』を出版した。この書は民俗学の古典的名著となり、女性の民俗学研究者への大きな貢献となった。

### 戦後
戦中は鳥取県青谷町へ疎開。敗戦後は鎌倉に戻り、地域活動に積極的に参加し、その中にも民俗学のテーマを求めながら研究を続けた。
1952年（昭和27年）、子育てが一段落したことを機に、東京の成城の柳田邸で行われていた女性民俗学研究会「女の会」の例会に参加し始めた。やがて女性民俗学研究のリーダー格として、移住先である鎌倉を中心に、神奈川県内外での民俗学の調査、研究発表、講演、専門誌や雑誌への執筆に取り組んだ。
1961年（昭和36年）には、『神奈川県の歴史 県下の民俗編 上』で、県下の俗信などの執筆に携わった。1968年（昭和43年）に『神奈川県民俗調査』（神奈川県立歴史博物館）で産育と葬制の担当として、調査のために県内各地へ足を運んだ。
1985年（昭和60年）より女性民俗学研究会代表、相模民俗学理事などを歴任、後に日本民俗学会名誉会員も務めた。

### 死去・没後
2001年11月1日、鎌倉市内の病院で、心不全により満91歳で死去した。
生前に、肉親以外の親戚や知人が仮親となり、多くの人々が子供の育成に関わったことを「複眼の教育」と命名し、核家族化の進んだ時代こそ、こうした子育ての知恵が必要と主張しており、この教育論に共感した多くの人々が、鎌倉で地域子育てグループ「鎌倉てらこや」として、没後も活動を続けている。
民俗学者としての著書の代表作は『鎌倉の民俗』『子どもの四季』『子どもの民俗学』など。また歌人でもあり、歌集に『五月の朝』などがある。

## 著書
- 兒やらひ（三国書房〈女性叢書〉、1944年）（ジーブ社、1950年）
  - 児やらい 産育の民俗（岩崎美術社〈民俗民芸双書〉、1968年）
- 鎌倉の民俗（かまくら春秋社、1977年11月）
- 子どもの民俗学 一人前に育てる（草土文化、1982年6月）
- 五月の朝 短歌集（近代文芸社、1991年8月）
- 子どもの四季 鎌倉風物詩（新樹社、1994年5月）
- 子育ての民俗 柳田国男の伝えたもの 大藤ゆき米寿記念出版1（岩田書院、1999年10月）
- 母たちの民俗誌 大藤ゆき米寿記念出版2（岩田書院、1999年3月）
- 秋の日の午後 日本全国歌人新書（近代文芸社、2004年4月）。短歌集